# Ctenotus rufescens
Ctenotus rufescens är en ödleart som beskrevs av  Storr 1979. Ctenotus rufescens ingår i släktet Ctenotus och familjen skinkar. Inga underarter finns listade i Catalogue of Life.